# I10 (tijdschrift)
i10 (1927-1929) of voluit Internationale Revue i10, was een Nederlands, avantgardistisch tijdschrift voor nieuwe culturele stromingen onder hoofdredactie van Arthur Lehning. Het maandblad dat in meerdere talen verscheen, richtte zich op ontwikkelingen in de architectuur, schilderkunst, muziek, toneel, dans en film maar behandelde ook psychologie en pedagogie, en bevatte beschouwingen op literair, filosofisch en maatschappelijk gebied.

## Oprichting
Arthur Müller Lehning leerde tijdens zijn verblijf in Parijs in 1924 Piet Mondriaan kennen, met wie hij in 1925 zijn ideeën besprak over een tijdschrift, waaraan avantgardisten op artistiek, wetenschappelijk en politiek gebied zouden bijdragen. Het was vervolgens Mondriaan die de bevriende architect J.J.P. Oud in Nederland benaderde over dit initiatief, en deze aanmoedigde zijn medewerking te verlenen. Zelf schreef Mondriaan slechts twee, maar wel lijvige stukken voor het blad, 'Neo-plasticisme' en 'De jazz en de Neo-Plastiek'.
In oktober 1926 vertrok Lehning naar Dessau, de plaats waar de kunstopleiding Bauhaus toen gevestigd was, om daar naast vroegere De Stijl-medewerkers ook leden van het Bauhaus voor het tijdschrift te interesseren. Daar leerde hij László Moholy-Nagy kennen, die aan Lehning een spoedcursus typografie gaf. Daarnaast ontwierp Moholy-Nagy de opmaak van het eerste nummer en zou hij gedurende de ruim twee jaar dat ‘i10’ zou bestaan, aan het tijdschrift verbonden blijven. Naast Moholy-Nagy was ook Wassily Kandinsky enthousiast over de idee achter het tijdschrift, die hij rijmde met zijn eigen opvatting over synthetische kunst, de vereniging van alle kunsten met behoud van hun afzonderlijke eigenschappen. Andere medewerkers afkomstig uit de Weimarrepubliek waren onder anderen de filosoof Ernst Bloch en de dadaïsten Hans Arp en Kurt Schwitters. Via Bloch ontmoette Lehning Walter Benjamin, die eveneens zijn medewerking toezegde.
Voor zowel inhoud als financiering was anti-militaristisch cultuurfilosoof Bart de Ligt belangrijk voor het tijdschrift. Hij ondersteunde het blad met een financiële injectie van fl. 1000,- en wist medewerkers als Paul Biroekoff, Henri Laserre en Lodewijk van Mierop bij het blad te betrekken. Ook zou hij de filosofie voor zijn rekening nemen met zijn reeks 'Nieuwe wegen in de wijsbegeerte'.

### Titel
Over de exacte ontstaansgeschiedenis van de naam van het tijdschrift bestaan verschillende lezingen. En elk geval kwam de naam i10 op in een gesprek tussen Arthur Lehning met László en Lucia Moholy in Dessau, waarin zij zochten naar een internationale titel die in elk van de talen waarin het blad verscheen (Nederlands, Engels, Duits en Frans), bijna als een abstract begrip, even ‘betekenisloos’ zou zijn.

### Redactie en auteurs
De redactie voor artikelen over architectuur zou bij aanvang bij J.J.P. Oud komen te liggen, terwijl Willem Pijper formeel de categorie muziek op zich nam (in de praktijk was hij niet erg actief, hij schreef enkele artikelen maar hield zich meer bezig met zijn eigen muziektijdschrift), en L. Moholy-Nagy de redactie voor film- en fotogerelateerde onderwerpen onder zijn hoede nam. Echter, nog vóór het eerste nummer zou verschijnen, maakte Oud bezwaar tegen het politieke karakter van het maandschrift. Toch zou hij als redacteur meewerken, omdat het - zoals hij in het credo in het eerste nummer omschreef -ontbrak aan een tijdschrift dat aandacht besteedde aan de functionele architectuur, of ' Nieuwe Zakelijkheid'. Het redacteurschap van Oud beperkte zich niet tot de architectuur; in de praktijk zou hij zelfs ook de beeldende kunst voor zijn rekening nemen.
De lijst met auteurs die Lehning medewerking hadden toegezegd, zoals gepubliceerd in het eerste nummer, bevatte bekende namen uit binnen- en buitenland, zoals Gerrit Rietveld, Mart Stam en Marcel Breuer (architectuur), Menno ter Braak (letterkunde, filmkritiek), Piet Mondriaan en Vilmos Huszár (schilderkunst), de dadaïst Kurt Schwitters (literatuur) en Jan Romein en Upton Sinclair (respectievelijk politiek-economische en literair-politieke beschouwingen).
Onder de medewerkers waren enkele vrouwelijke auteurs, onder wie Lucia Moholy(-Nagy), Henriette Roland Holst, Clara Wichmann en Dr. Erna Meijer.

### Doelstelling
Lehning schreef in het eerste nummer van i10:
“De Internationale Revue i 10 wil een orgaan zijn van alle uitingen van den modernen geest, een dokumentatie van de nieuwe stroomingen in kunst en wetenschap, philosophie en sociologie.
Het wil de gelegenheid geven de vernieuwing op één gebied met die van andere te vergelijken en het streeft naar een zoo groot mogelijken samenhang van al deze onderscheiden gebieden - reeds door het samenbrengen ervan in één orgaan.
Waar dit blad geen enkele bepaalde richting dogmatisch voorstaat, geen orgaan is van een partij of groep, zal de inhoud niet steeds een volkomen homogeen karakter kunnen dragen en veelal meer informatief dan programmatisch zijn.
Een algemeen overzicht te geven van de zich voltrekkende cultureele vernieuwing is zijn doel en het stelt zich, internationaal, open voor alles, waarin deze tot uitdrukking komt.” — Arthur Lehning, i10, jrg. 1, nr. 1, 1927
Het blad dat werd gedrukt door drukker G.J. van Amerongen en uitgegeven door De Tijdstroom te Huis ter Heide, bereikte in het eerste jaar zo'n 100 abonnees.
Een jaarabonnement van twaalf nummers kostte 15 gulden, losse nummers waren fl 1,50.

## Opheffing en doorwerking
Na een jaar raakte het tijdschrift in financiële moeilijkheden, hoofdzakelijk veroorzaakt door de geringe oplage. Voor uitgeverij De Tijdstroom bleek het blad niet rendabel, en het lukte de redactie niet een andere uitgeverij te vinden, waardoor het eerste nummer van de tweede jaargang in eigen beheer werd uitgegeven, en met een vertraging van zeven maanden. De tweede jaargang zou tien in plaats van twaalf nummers tellen. Wel groeide het aantal abonnees naar 250 en de oplage naar 400 exemplaren. Toch bleek dit niet genoeg om het tijdschrift rendabel te maken. De lezers vernamen in het negentiende nummer dat het tijdschrift na de tweede jaargang opgeheven zou worden. In juni van het crisisjaar 1929 verscheen het laatste nummer, als dubbelnummer 21/22.
Tien jaar later zouden Menno ter Braak en E. du Perron het tijdschrift Forum. Maandschrift voor letteren en kunst oprichten. Ter Braak slaagde er niet in om Lehning 'in te lijven' bij het blad; Lehning zag af van medewerking na een controverse over de politieke toonzetting van Lehning, die door Ter Braak als tendentieus werd gezien.
Ondanks de korte periode van bestaan en de relatief lage oplage van 100 tot 400 exemplaren, is het blad altijd erkend als invloedrijk.
Het Stedelijk Museum in Amsterdam wijdde in 1963 een retrospectieve tentoonstelling aan i10. De tentoonstelling werd gemaakt door Ad Petersen, sinds 1963 hoofd van de afdeling toegepaste kunst, in samenwerking met Arthur Lehning en het Letterkundig Museum.
In datzelfde jaar verscheen bij Bert Bakker een publicatie onder de titel ‘i10, De internationale avant-garde tussen de twee wereldoorlogen'. In 1974 kreeg deze bundel een herdruk.
In 1979 verscheen een complete herdruk van i10 bij Van Gennep/Kraus.
In het toenmalige hoofdkantoor van het ABP in Heerlen vond in 1994 een tentoonstelling plaats over het tijdschrift,getiteld i10, sporen van de avant-garde,als onderdeel van een tweedaagse manifestatie rond het tijdschrift met architectuurroutes, theater en film.